# Canton de La Bastide-de-Sérou
Le canton de La Bastide-de-Sérou est une ancienne division administrative française située dans le département de l'Ariège.

## Géographie
Ce canton était organisé autour de La Bastide-de-Sérou dans l'arrondissement de Foix. Son altitude variait de 335 m (Durban-sur-Arize) à 1 615 m (Sentenac-de-Sérou) pour une altitude moyenne de 554 m.

## Communes
Le canton de La Bastide-de-Sérou était composé de 13 communes et comptait 2 147 habitants (population municipale) au 1er janvier 2010.
| Nom                 | Code Insee | Intercommunalité      | Superficie (km2) | Population (dernière pop. légale) | Densité (hab./km2) |
| ------------------- | ---------- | --------------------- | ---------------- | --------------------------------- | ------------------ |
| Aigues-Juntes       | 09001      | CC Couserans-Pyrénées | 7,77             | 58 (2014)                         | 7,5                |
| Allières            | 09007      | CC Couserans-Pyrénées | 9,10             | 71 (2014)                         | 7,8                |
| Alzen               | 09009      | CC Couserans-Pyrénées | 17,87            | 237 (2014)                        | 13                 |
| La Bastide-de-Sérou | 09042      | CC Couserans-Pyrénées | 43,62            | 960 (2014)                        | 22                 |
| Cadarcet            | 09071      | CC Couserans-Pyrénées | 11,01            | 233 (2014)                        | 21                 |
| Durban-sur-Arize    | 09108      | CC Couserans-Pyrénées | 6,75             | 172 (2014)                        | 25                 |
| Larbont             | 09154      | CC Couserans-Pyrénées | 6,17             | 47 (2014)                         | 7,6                |
| Montagagne          | 09196      | CC Couserans-Pyrénées | 7,06             | 62 (2014)                         | 8,8                |
| Montels             | 09203      | CC Couserans-Pyrénées | 3,73             | 159 (2014)                        | 43                 |
| Montseron           | 09212      | CC Couserans-Pyrénées | 8,88             | 82 (2014)                         | 9,2                |
| Nescus              | 09216      | CC Couserans-Pyrénées | 3,00             | 62 (2014)                         | 21                 |
| Sentenac-de-Sérou   | 09292      | CC Couserans-Pyrénées | 13,53            | 38 (2014)                         | 2,8                |
| Suzan               | 09304      | CC Couserans-Pyrénées | 3,05             | 22 (2014)                         | 7,2                |

## Administration

### Conseillers d'arrondissement (de 1833 à 1940)
| Période                                  | Période          | Identité            | Étiquette       | Qualité |
| ---------------------------------------- | ---------------- | ------------------- | --------------- | --- |
| 1833                                     | 1848             | M. de Bertrand      |                 | Propriétaire à La Bastide-de-Sérou                                                                          |
|                                          |                  |                     |                 | |
|                                          | 1881 (démission) | Jules Rumeau        | Républicain     | Propriétaire à Montels                                                                                      |
|                                          |                  |                     |                 | |
| 1889                                     | 1895             | Paul Troy           | Droite          | Propriétaire, maire de La Bastide-de-Sérou                                                                  |
| 1895                                     | 1901             | Henri Troy          | Républicain     | Maire de Sentenac-de-Sérou                                                                                  |
| 1901                                     | 1919             | Raoul Fauré         | Radical         | Conseiller municipal puis maire de Montels                                                                  |
| 1919                                     | 1937             | M. Eychenne-Cabarot | PRS indépendant | |
| 1937                                     | 1940             | Augustin Font       | Radical         | Maire de Montels                                                                                            |
| 1940                                     |                  |                     |                 | Les conseils d'arrondissement ont été suspendus par la loi du 12 octobre 1940 et n'ont jamais été réactivés |
| Les données manquantes sont à compléter. |                  |                     |                 | |

### Conseillers généraux de 1833 à 2015
| Période | Période           | Identité                                             | Étiquette    | Qualité |
| ------- | ----------------- | ---------------------------------------------------- | ------------ | --- |
| 1833    | 1847              | Ferdinand de Morteaux                                |              | Propriétaire maire de La Bastide-de-Sérou, d'Allières |
| 1848    | 1855              | Comte Henry-Charles-Cyprien de Bellissen (1815-1872) |              | Propriétaire à La Bastide-de-Sérou |
| 1855    | 1863              | Henry Pailhas de Saint Martin                        |              | Juge de paix à La Bastide-de-Sérou |
| 1863    | 1871              | Césaire Rumeau                                       |              | Inspecteur général des Ponts et Chaussées à Paris |
| 1871    | 1874              | Cyprien de Bellissen                                 | Républicain  | Avocat maire de La Bastide de Sérou, député (1880-1881) |
| 1874    | 1874 (annulation) | Edouard de Morteaux                                  | Légitimiste  | maire d'Esplas, de La Bastide-de-Sérou |
| 1874    | 1886              | Cyprien de Bellissen                                 | Républicain  | Avocat maire de La Bastide-de-Sérou, député (1880-1881) |
| 1886    | 1892              | Maurice de Narbonne-Lara (1859-1903)                 | Droite       | Propriétaire à La Bastide-de-Sérou maire de Nescus |
| 1892    | 1904              | Pierre Rumeau                                        | Républicain  | maire de Montels |
| 1904    | 1928              | Louis Charles                                        | Rad.         | Notaire - maire de La Bastide-de-Sérou |
| 1928    | 1931              | Paul Saint-Cyr Gardel                                |              | Médecin à La Bastide-de-Sérou maire des Bordes-sur-Arize |
| 1931    | 1934              | Herman Boire (1871-1950)                             | Rad.         | Propriétaire à La Bastide-de-Sérou |
| 1934    | 1940              | Marius Cougoureux                                    | Rad.         | Ingénieur du service vicinal à la retraite Maire de La Bastide-de-Sérou Nommé membre de la Commission administrative départementale en 1941                                               |
|         |                   |                                                      |              | |
| 1943    | 1945              | Augustin Font                                        | Rad.         | Conseiller d'arrondissement, maire de Montels Nommé conseiller départemental en 1943 |
|         |                   |                                                      |              | |
| 1945    | 1982              | Gustave Pédoya (1900-1986)                           | SFIO puis PS | maire de Castelnau-Durban |
| 1982    | 1983 (décès)      | Jean Nayrou                                          | PS           | Instituteur Sénateur de 1959 à 1980 Maire de La Bastide-de-Sérou (1971-1983) Ancien conseiller général du Canton de Vicdessos                                                             |
| 1983    | 1998 (démission)  | Henri Nayrou (fils du précédent)                     | PS           | Journaliste Député (1997-2012) Maire de La Bastide-de-Sérou (1989-2001), Elu en 1998 dans le Canton de Saint-Girons                                                                       |
| 1998    | 2015              | André Rouch (1948-2018)                              | PS           | Enseignant à la retraite Maire d'Alzen Président de la Communauté de communes du Séronnais Président du Parc Naturel des Pyrénées Ariégeoises Elu en 2015 dans le Canton du Couserans Est |

## Démographie
| 1962  | 1968  | 1975  | 1982  | 1990  | 1999  | 2006  | 2011  | 2012  |
| ----- | ----- | ----- | ----- | ----- | ----- | ----- | ----- | ----- |
| 2 311 | 1 985 | 1 805 | 1 814 | 1 795 | 1 947 | 2 069 | 2 163 | 2 172 |